# 黑蚂蚁
《黑蚂蚁》是中国首部公安反腐恐怖悬疑电视剧，一共20集。由中国青年演员及实力派演员潘粤明、丁梦雨、吴刚、宋春丽主演。在2005年5月1日，中央电视台综合频道（即CCTV-1）和中央电视台电视剧频道（即CCTV-8）拿下在北京的播映权。

## 内容简介
故事开始起源于一个欢乐的电视游戏竞赛节目，林河市公安局局长秘书苏岩私自参加该节目，并与搭档张秋燕一起获得冠军。然而就很快悲剧降临，张秋燕于当晚被人在家中谋杀了，现场留下神秘的“黑蚂蚁”。苏岩因此成为嫌疑人，他主动请缨加入刑警队，立誓找出真凶。在这过程中，苏岩结识了死者张秋燕的表姐孙红。孙红和报社编辑薛成正在谈恋爱，而薛成是苏岩在文学方面的笔友兼老师。薛成的姨父耿长春又是孙红的上司。关系错综复杂……当警方寻找罪犯的时候，新的命案又接连发生，死者都跟孙红有关。而且凶手每次作案后都要拿走一张小额存折并在现场留下黑蚂蚁。慢慢地，怀疑目标集中到耿长春身上。其实耿长春早就利用职权霸占了孙红，孙红不想伤害薛成努力回避他，然而薛成却变本加厉地纠缠。命案再一次不期而至，这一次，现场没有留下蚂蚁而改用蚂蚁图案的印章。经过多次重案调查，警方排除了耿长春的嫌疑，凶手也许是一个跟他有仇的人…… 
　　